# Abbazia di Margam

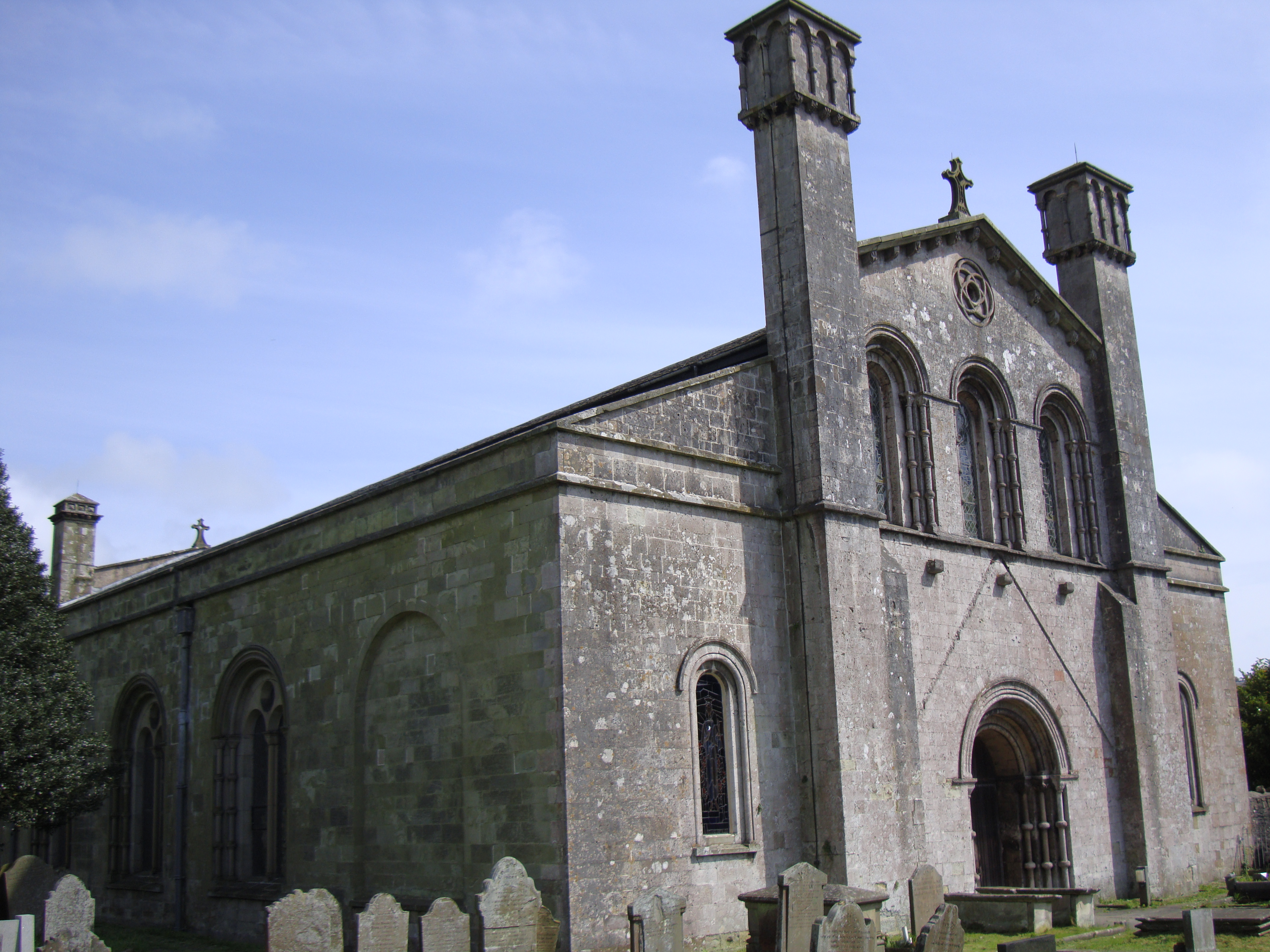
La chiesa dell'abbazia di Margam

L'abbazia di Margam (in inglese: Margam Abbey; in gallese: Abaty Margam) è un'abbazia cistercense in rovina del Galles meridionale, situata all'interno del Margam Country Park, nel villaggio di Margam (sobborgo di Port Talbot), e risalente alla seconda metà del XII secolo (1147-1188 circa). Dedicata alla Vergine Maria, è una delle più grandi abbazie gallesi del XII secolo.

## Descrizione
Il complesso presenta una chiesa della lunghezza attuale di 115 piedi, ma la cui lunghezza originaria era di 272 piedi.
Nell'ala meridionale del complesso, trovano posto le tombe di persone appartenenti alla famiglia Mansel, ovvero la famiglia Mansel che acquisì la tenuta nel XVI secolo.

## Storia
L'abbazia fu fondata da monaci dell'ordine dei Cistercensi provenienti dall'abbazia di Clairvaux (Francia) dopo il 1147, anno in cui furono concessi loro dal signore del Gloucestershire Roberto gli appezzamenti terrieri situati tra i fiumi Afan e Kenfing.
I lavori per la costruzione dell'abbazia durarono circa 40 anni. Il nuovo monastero fu chiamato "Margan" o "Morgan".
Intorno alla fine del XII secolo (1188 circa), l'abbazia iniziò ad esercitare un'influenza notevole nella vita religiosa, economica e culturale della contea.
I monaci dell'abbazia si mantenevano grazie alla coltivazione dei terreni e al commercio della lana ottenuta dalla tosatura delle pecore di loro proprietà.
Tuttavia, nel 1336 i 38 monaci e 40 frati ospitati nell'abbazia si videro costretti a chiedere degli aiuti finanziari, a causa di una carenza di fondi, dovuta all'alta mortalità del bestiame, ad attacchi nemici, ecc. Degli aiuti arrivarono in seguito anche grazie alla riscossione della decima da varie parrocchie.
L'abbazia fu fatta chiudere da Enrico VIII d'Inghilterra nell'agosto del 1536: i monaci residenti nell'abbazia, a partire dall'ultimo abate Lewis Thomas furono così fatti sloggiare e le proprietà furono rilevate col benestare del re da Sir Rice Mansel.
Negli anni sessanta del XVIII secolo, l'edificio era caduto in uno stato di rovina. Così gli abitanti di Margam fecero una petizione diretta al proprietario della tenuta Thomas Mansel Talbot affinché venissere effettuati dei lavori di restauro, ma inizialmente le loro richieste non ottennero ascolto.
Tuttavia, dopo che nel 1799 era crollato il tetto e la colonna centrale della chiesa abbaziale a causa delle frequenti gelate, decise di avviare dei lavori di restauro che iniziarono nella primavera del 1803.